# Гасымова, Ниса Фатулла кызы
Ниса Фатулла кызы Гасымова (азерб. Nisə Fətulla qızı Qasımova; род. 13 февраля 1954, Баку) — певица, народная артистка Азербайджана (2008). По национальности татка.

## Биография
Родилась 13 февраля 1954 года в Баку. Среднюю школу окончила на Украине, а также окончила Институт Искусств в Баку.
В 1962 становится солисткой детского хора «Bənövşə», а в 1971 солисткой ансамбля «Lalə qızlar» при филармонии им. Муслима Магомаева. В 1972 Гасымова начинает сотрудничество с известным композитором Алекпером Тагиевым. Песни «Qəşəngdir», «Eşqimi sönməyə qoymaram», «Azərbaycan qızızyam» и др. в её исполнении становятся хитами 1970-х.
С 1975 солистка Государственного телевидения, в том же году уезжает в Москву работать в Государственном оркестре электронной музыки. В Москве знакомится с видным композитором и поэтом Николаем Зиновьевым, который пишет для неё две песни. В 1977 по настоянию родителей возвращается в Баку. В 1979 выходит первая пластинка певицы. В 1980 победительница всесоюзного конкурса «С песней по жизни». В 1981 снимается в Узбекской ССР, в фильме «Аловлу йуллар». После смерти брата и композитора Тагиева в 1981 бросает карьеру на 3 года. в 1982 году награждена Почётной грамотой Президиума Верховного Совета Азербайджанской ССР.
С 1984 возвращается на сцену, и едет на гастроли в Данию, Исландию, Германию, ОАЭ и т. д. Получает звание Заслуженной артистки Азербайджанской ССР в 1989. С 1997 по 2000 год живёт и работает в Москве. В 2000 году Гасымова возвращается в Баку, выпускает песню «Qayıtdım» (Возвращаюсь), ставшую хитом. С 2008 года — Народная артистка Азербайджана.
Помимо певческой карьеры, Ниса Гасымова вела различные шоу на азербайджанских каналах. В 2004—2009 гг. Гасымова вела передачу «Xoş vaxt olun» транслируемый на телеканале ANS. В 2015—2016 гг. Ниса Гасымова вела передачу «Mənim dünyam» на телеканале ATV.
В 2011 году удостоена Персональной пенсии Президента Азербайджанской Республики
В октябре 2017 года Ниса Гасымова и группа Qara Dərviş презентавали рок-версию одной из самых популярных песен Гасымовой «Yalandı dünya».

## Дискография
- Nisə Qasımova — Ниса Касимова. Песни А. Тагиева (1975).[10]
- Nisə Qasımova — Songs By Alekper Tagiev. (1978).[11]
- Nisə Qasımova — Поет Ниса Касимова Песни Алекпера Тагиева (1979).[12]

## Фильмография
- Аловлу йуллар (1981)
- Хайат ве.. (2003)
- Гызлар (2007)
- Оюнчу (2008)
- Хош Вахт олсун (2007)